# モスクワ会社

ジェローム・ホーセイに財宝を見せるイワン雷帝。（アレクサンドル・リトフチェンコ Alexander Litovchenko 画、1875年）

モスクワ会社（モスクワがいしゃ、英語: Muscovy Company、ロシア語: Московская компания）は、モスクワ大公国会社とも呼ばれ、イギリス（当時はイングランド）で初めての勅許会社として設立され、当時のモスクワ大公国（モスクワ国家、ロシア・ツァーリ国）との貿易を独占した。後のイギリスのアジア向けの東インド会社、新大陸向けのハドソン湾会社などの先鞭をつけた。後にロシア会社（英語：Russia Company）とも呼ばれた。

## 概要
イングランドではメアリー1世、モスクワ大公国ではイヴァン雷帝の時代の1555年に、イギリスで初めての勅許会社として設立され、当時のモスクワ大公国との貿易を独占した。
設立のきっかけになったのは、ロシアの北を回り中国へ達する最短航路（北東航路）を探索していたリチャード・チャンセラーが1553年に白海沿岸にたどり着き、モスクワへと到着した出来事である。彼はイヴァン雷帝に謁見し、イングランドに戻るとセバスティアン・カボットやヒュー・ウィロビーら航海者や商人とともにモスクワ会社を設立した。イングランドからは、スカンジナビア半島の北を回って白海のアルハンゲリスクの港へ向かう航路をとり、陸路と河川でヴォログダ、コストロマを経てモスクワへ向かった。しかしこの航路は冬は海氷で閉ざされ、多くの危険が伴った。モスクワ会社はヘンリー・ハドソンらを雇って、なおも北東航路を探索させているが、失敗に終わっている。
この会社には、ジェローム・ホーセイも深く関係した。後のイギリスのアジア向けの東インド会社、新大陸向けのハドソン湾会社などの先鞭をつけた。後にモスクワ大公国がロシアに発展するようになると、ロシア会社（英語：Russia Company）とも呼ばれるようになった。
1590年代になって、オランダのウィレム・バレンツが北東航路の開拓途上でスピッツベルゲン島を発見しクジラの理想的な漁場であることを確認したため、以後はオランダとイギリスの船団による北極海捕鯨競争が繰り広げられた。イギリス船団の主な運営者はモスクワ会社で、捕鯨船や私掠船などを大量に北極海に送り、オランダ船から獲物を横取りする活動を繰り広げた。戦争一歩手前の激しい捕鯨競争は、1618年にスピッツベルゲンの分割と沿岸海域での捕鯨独占権の相互承認で一段落し、1630年代後半にはスピッツベルゲンのクジラは枯渇していった。
ロシア側の事務所はトヴェルスカヤ通りに置かれ、そこには聖アンデレ聖公会教会も建設され、あたりはモスクワにおけるイギリス人のコミュニティーの中心となっていた。1917年のロシア革命後、この会社は事実上機能しなくなり、現在はロシア側に聖アンデレ聖公会教会とも関連した慈善事業団体としてのみ残っている。